# Trichoceros
Trichoceros – rodzaj roślin z rodziny storczykowatych (Orchidaceae). Obejmuje 10 gatunków występujących w Ameryce Południowej w Boliwii, Kolumbii, Ekwadorze i Peru.

## Systematyka
Rodzaj sklasyfikowany do podplemienia Oncidiinae w plemieniu Cymbidieae, podrodzina epidendronowe (Epidendroideae), rodzina storczykowate (Orchidaceae), rząd szparagowce (Asparagales) w obrębie roślin jednoliściennych.
Wykaz gatunków
- Trichoceros antennifer (Bonpl.) Kunth
- Trichoceros carinifer Schltr.
- Trichoceros cristinae P.Ortiz & Uribe Vélez
- Trichoceros dombeyi D.E.Benn. & Christenson
- Trichoceros hajekiorum D.E.Benn. & Christenson
- Trichoceros muralis Lindl.
- Trichoceros onaensis Christenson
- Trichoceros platyceros Rchb.f.
- Trichoceros roseus Christenson
- Trichoceros tupaipi Rchb.f.